# Маргарита I (герцогиня Беррі)
Маргари́та Нава́ррська (фр. Marguerite de Navarre; 11 квітня 1492 — 21 грудня 1549) — французька письменниця, гуманістка. Принцеса, сестра короля Франциска I.

## Життєпис
Походила з Ангулемської гілки династії Валуа. Була дружиною принца Карла IV Алансонського, який помер незабаром після битви при Павії, а в 1527 р. Вийшла заміж за Генріха д'Альбре, короля Наваррського, після смерті якого (1543) самостійно керувала королівством. Донька — Жанна д'Альбре. Бабуся майбутнього короля Генріха IV.
Маргарита Наваррська все життя відрізнялася великою відданістю своєму братові, їздила в Мадрид клопотати про його звільнення після поразки при Павії, складала при його дворі центр культурного суспільства. Залишаючись католичкою, але досить байдужа до своєї віри, Маргарита Наваррська протегувала протестантам; двір її був центром духовного життя тодішньої Франції.
У неї знайшов притулок Еразм Роттердамський; близькими її друзями були Клеман Маро, Ронсар та інші поети. Сама Маргарита Наваррська знала давні мови, любила наукові заняття і дуже впливала на багатьох видатних людей того часу; у цьому відношенні вона була попередницею блискучих господинь літературних салонів XVIII ст.

## Творчість
Вірші Маргарити Наваррської, надруковані за життя під заголовком «Перли принцеси Маргарити» (фр. Marguerites de la Marguerite des princesses), мають богословські сюжети, стиль сухий, педантичний і риторичний. Незрівнянно вища збірка новел Маргарити «Гептамерон» (фр. «Heptameron ou l’histoire des amants fortunés»), написаних у дусі Боккаччо. Бесіди кавалерів і дам, від імені яких ведуться розповіді, повні дотепності та щиросердечної чуйності. «Гептамерон» мав великий успіх у публіки. Наваррська ретельно і проникливо описала звичаї вищого суспільства свого часу, відобразивши нові риси життя, живі характери, відстоюючи водночас гуманістичний ідеал людської особистості. Головний сюжет книги — любовні історії, але любов трактується в дусі неоплатонізму, як шлях до досконалості та прилучення до божества. Тут містична, духовна любов забарвлюється вже в трагічні тони, чим передбачаються в літературі теми пізнього Ренесансу.

## Родина
1 Чоловік — Карл IV (1489—1525), герцог Алансонський
Діти:
- Маргарита[5] (1515/1524) — її існування не є перевіреним, хоча згадується що її матір, попри вагітність, заміняла на офіційних церемоніях свою своячку, королеву Клавдію[6].

2 Чоловік — Генріх II (1503—1555), король Наварри
Діти
- Жанна (1528 — 1572) — королева Наварри, герцогиня Альбре.
- Іоанн (15 липня — 25 грудня 1530) — кронпринц Наварри, помер немовлям.